# جوان مونيوث
جوان مونيوث (بالإسبانية: Joan Muñoz)‏ (20 أبريل 1989 في تشيلي - ) هو لاعب كرة قدم تشيلي في مركز الوسط. شارك مع منتخب تشيلي لكرة القدم. أما مع النوادي، فقد لعب مع كولو-كولو ونادي أوهيجينس واتحاد سان فيليبي ‏ وMalleco Unido ‏.

## وصلات خارجية
- جوان مونيوث على موقع قاعدة بيانات كرة القدم.إي يو (الإنجليزية)